# ازرع
ازرع (به عربی: إزرع) یک منطقهٔ مسکونی در سوریه است که در ازرع واقع شده‌است.

## خصوصیات
ازرع ۱۹٬۱۵۸ نفر جمعیت دارد و ۶۰۰ متر بالاتر از سطح دریا واقع شده‌است.